# Velká Lhota
Velká Lhota település Csehországban, Vsetíni járásban. Velká Lhota Valašské Meziříčí, Bystřička, Malá Bystřice, Vidče, Zašová, Střítež nad Bečvou és Valašská Bystřice településekkel határos. Lakosainak száma 544 fő (2024. január 1.).

## Népesség
A település lakosságának változását az alábbi diagram mutatja:
| Lakosok száma | 932  | 853  | 887  | 693  | 465  | 404  | 499  | 508  | 506  | 544  |
|               | 1869 | 1890 | 1921 | 1950 | 1980 | 2001 | 2017 | 2019 | 2022 | 2024 |